# Герцог де ла Вега

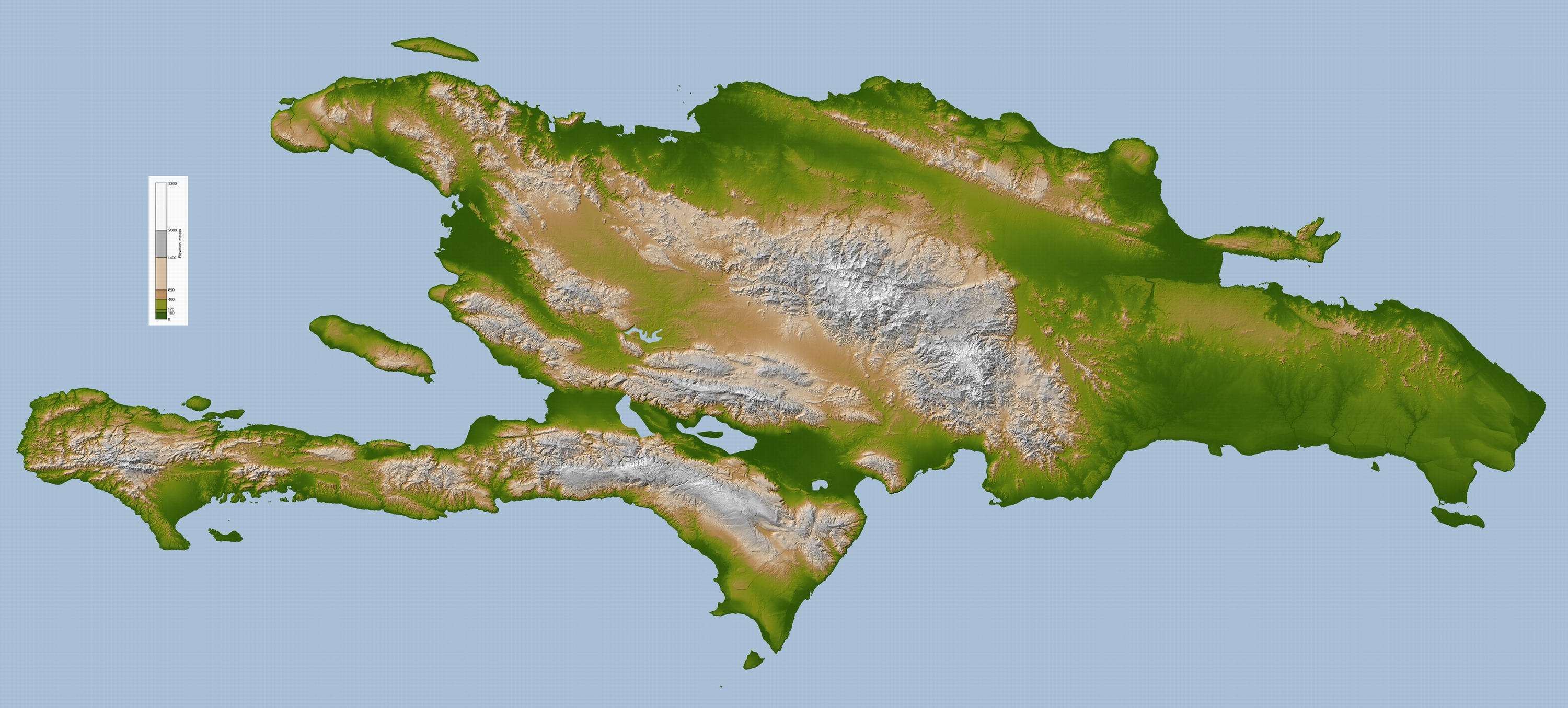
Остров Эспаньола, также называемый Санто-Доминго, Большие Антильские острова, Карибское море.

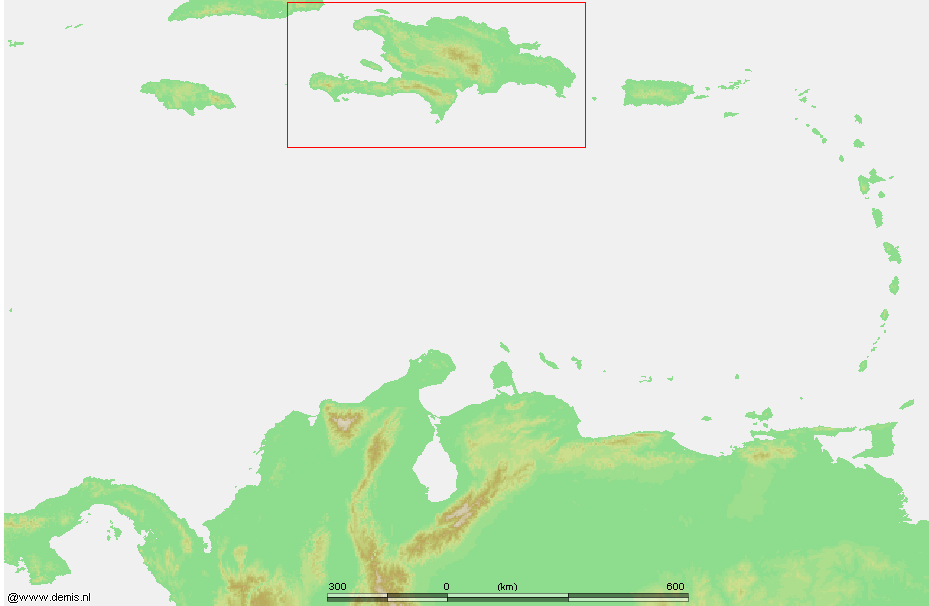
Расположение острова Эспаньола на карте Карибского моря.

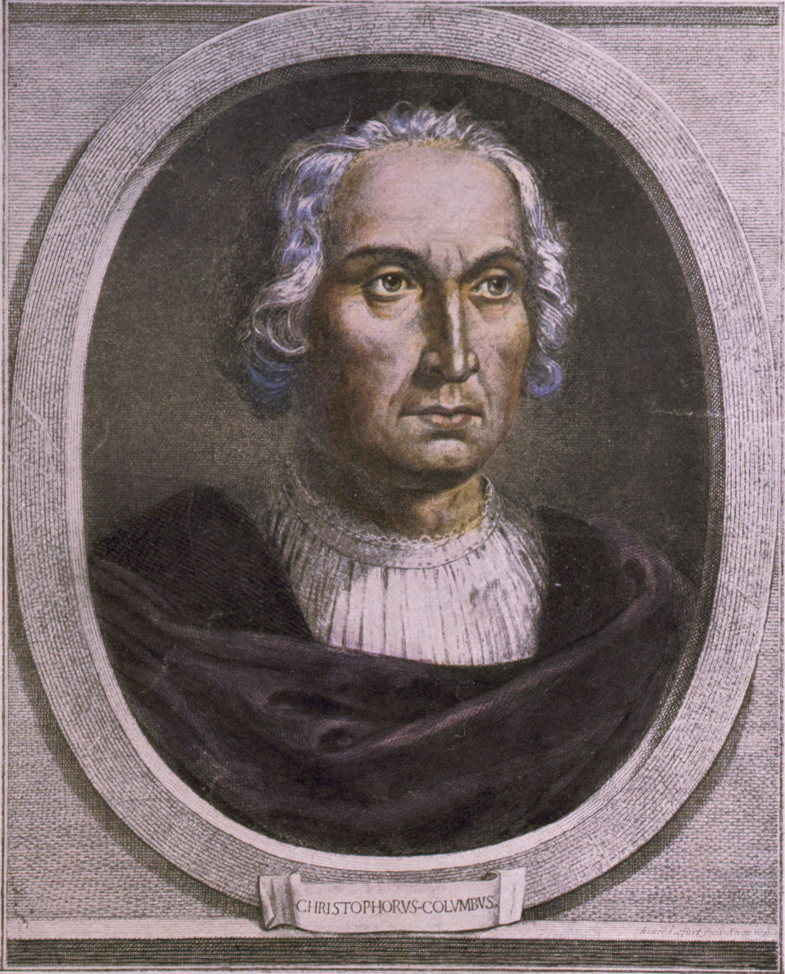
Портрет Кристобаля Колумба, основателя династии Колон и деда Луиса Колона де Толедо, 1-го герцога де ла Вега

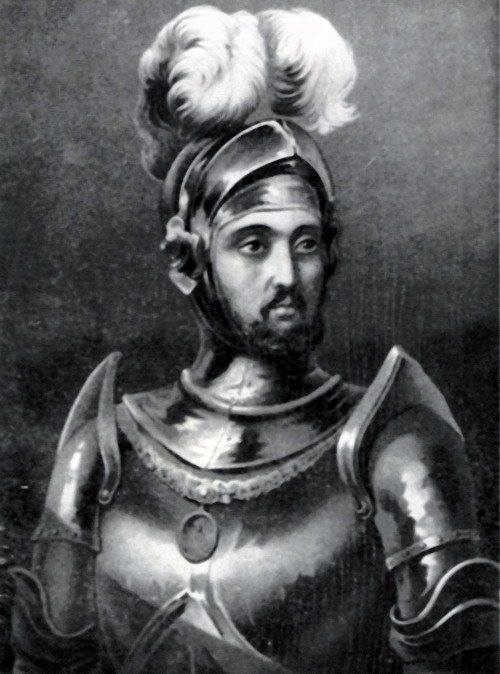
Диего Колон и Монис де Палестрелло, отец Луиса Колона де Толедо

Герцог де ла Вега (Герцог Вега де ла Исла де Санто-Доминго) — наследственный дворянский титул Испанского королевства. Он был создан 16 марта 1557 года испанским королем Филиппом II для Луиса Колона де Толедо (1520—1572), 1-го герцога де Верагуа, 2-го маркиза Ямайки и 3-го адмирала Индий. Луис Колон де Толедо был сыном Диего де Колона (1479—1526), 1-го маркиза Ямайки и 2-го адмирала Индий, и Марии Альварес де Толедо и Рохас (ок. 1490—1549), и внуком первооткрывателя Америки Христофора Колумба.
Название титула происходит от провинции Ла Вега на острове Испаньола (Санто-Доминго). В настоящее время остров делится на два независимых государства: Доминиканская Республика и Республика Гаити.
В 1906 году король Испании Альфонсо XIII восстановил герцогский титул для Марии дель Пилар Колон и Агилеры де ла Серда, 14-й герцогини де ла Вега.
Это был один из четырех испанских дворянских титулов, созданных на территории Санто-Доминго (остальные — маркиз де лас Каррерас, виконт Сан Рафаэль де ла Ангостура и барон Сан Мигель де ла Аталайа).

## Герцоги де ла Вега
|                                                  | Титул | Период                                      |
| Креация создана королем Испании Филиппом II      | Креация создана королем Испании Филиппом II | Креация создана королем Испании Филиппом II |
| ------------------------------------------------ | --- | ------------------------------------------- |
| I                                                | Луис Колон де Толедо (1522 — 29 января 1572), сын Диего де Колона, 1-го маркиза Ямайки                                                                                 | 1557—1572                                   |
| II                                               | Фелипа Колон де Москера (ок. 1550 — 25 ноября 15770, вторая дочь предыдущего                                                                                           | 1572—1577                                   |
| III                                              | Нуньо Альварес Перейра Колон и Португаль, 3-й граф де Хельвес (ок. 1570 — 1622), второй сын Альваро де Португаля и Колона де Толедо, 2-го графа де Хельвес (1532—1581) | 1577—1622                                   |
| IV                                               | Альваро Хасинто Колон де Португаль (1598 — 26 апреля 1636), старший сын предыдущего                                                                                    | 1622—1636                                   |
| V                                                | Педро Нуньо Колон де Португаль (13 декабря 1628 — 12 декабря 1673), сын предыдущего                                                                                    | 1636—1673                                   |
| VI                                               | Педро Мануэль Колон де Португаль и де ла Куэва (25 декабря 1651 — 9 сентября 1710), старший сын предыдущего                                                            | 1673—1710                                   |
| VII                                              | Педро Колон де Португаль и Айяла (17 октября 1676 — 4 июля 1733), единственный сын предыдущего                                                                         | 1710—1712                                   |
| VIII                                             | Каталина Вентура Колон де Португаль и Айяла (14 июля 1690 — 3 октября 1739), младшая сестра предыдущего                                                                | 1712—1739                                   |
| IX                                               | Хакобо Франсиско Фитц-Джеймс Стюарт и Колон де Португаль (28 декабря 1718 — 30 сентября 1785), второй сын предыдущей                                                   | 1739—1785                                   |
| X                                                | Карлос Бернардо Фитц-Джеймс Стюарт и Сильва (25 марта 1752 — 8 сентября 1787), единственный сын предыдущего                                                            | 1785—1787                                   |
| XI                                               | Мариано Колон и Ларреатегуи и Хименес де Эмбун (ум. 7 декабря 1821), сын Педро Исидро де Ларреатегуи и Вентуры де Ангуло (1695—1770)                                   | 1787—1821                                   |
| XII                                              | Педро Колон и Рамирес де Бакведано (8 сентября 1801 — 5 декабря 1866), единственный сын предыдущего                                                                    | 1821—1866                                   |
| XIII                                             | Кристобаль Колон и де ла Серда (8 июня 1937 — 30 октября 1910), старший сын предыдущего                                                                                | 1866—1906                                   |
| Титул восстановлен королем Испании Альфонсо XIII | |                                             |
| XIV                                              | Мария дель Пилар Колон и Агилера де ла Серда (25 ноября 1875 — 8 ноября 1931), единственная дочь предыдущего                                                           | 1906—1931                                   |
| XV                                               | Рамон Колон де Карвахаль-и-Уртадо де Мендоса (21 сентября 1898 — 24 января 1941), второй сын предыдущей                                                                | 1931—1941                                   |
| XVI                                              | Кристобаль Колон де Карвахаль-и-Марото (29 января 1925 — 6 февраля 1986), старший сын предыдущего                                                                      | 1956—1986                                   |
| XVII                                             | Кристобаль Колон де Карвахаль-и-Горосабель (род. 4 октября 1949), старший сын предыдущего                                                                              | 1986—2011                                   |
| XVIII                                            | Анхель Колон де Мандалунис, второй (младший) сын предыдущего | 2011 — н. в.                                |